# بمب هدایت لیزری

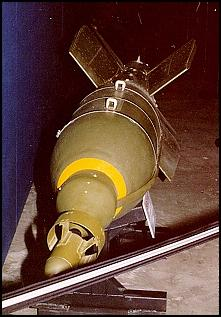
نمایی از Bolt-117 یک‌بمب هدایت‌شونده لیزری

بمب هدایت‌شونده لیزری نوعی بمب هدایت‌شونده است که از هدایت نیمه‌فعال لیزری برای حمله به یک هدف نشانه‌گذاری‌شده استفاده می‌کند. به این ترتیب این بمب‌ها با دقت بسیار بالاتری نسبت به بمب‌های معمولی خواهند داشت. بمب‌های هدایت لیزری یکی از رایج‌ترین و گسترده‌ترین جنگ‌افزارهای هوشمند هستند که بسیاری از نیروهای هوایی جهان آن‌را به‌کار می‌گیرند.
این بمب‌ها مثل سایر انواع مهمات هدایت‌شونده لیزری به سوی هدفی که از پیش با لیزر هدف‌گذاری‌شده شلیک می‌شوند.